# Darko Velkovszki
Darko Velkovszki (macedónul: Дарко Велковски; Szkopje, 1995. június 21. –) macedón válogatott labdarúgó. Testvére Martin Velkovszki válogatott kézilabdázó.

## Pályafutása

### Klubcsapatokban
2018 előtt a Rabotnicski és a Vardar csapatainak volt a játékosa, majd a horvát HNK Rijeka szerződtette. 2022 augusztusában a szaúdi el-Áttifák szerződtette. 2025 januárjában az idény végéig szóló szerződést írt alá a Nyíregyházával, a klub pedig opciós jogot szerzett a szerződés meghosszabbítására.

### A válogatottban
Többszörös korosztályos válogatott és részt vett a 2017-es U21-es Európa-bajnokságon, 2014. május 26-án mutatkozott be a felnőtt válogatottban az Kamerun ellen 2–0-ra elvesztett barátságos mérkőzésen. A 2021-ben megrendezett 2020-as labdarúgó-Európa-bajnokságra utazó válogatott keret tagja volt.

## Statisztika

### A válogatottban
2025. január 21-i állapot szerint.
| Macedónia | Macedónia | Macedónia |
| Év        | Mérk.     | Gólok     |
| --------- | --------- | --------- |
| 2014      | 2         | 0         |
| 2015      | 1         | 0         |
| 2016      | 1         | 0         |
| 2017      | 5         | 0         |
| 2018      | 2         | 0         |
| 2019      | 8         | 0         |
| 2020      | 7         | 1         |
| 2021      | 12        | 2         |
| 2022      | 7         | 0         |
| 2023      | 3         | 0         |
| 2024      | 7         | 0         |
| Összesen  | 55        | 3         |

### Góljai a macedón válogatottban
| No. | Dátum            | Helyszín                                | Ellenfél      | Gól | Eredmény | Verseny                                          |
| --- | ---------------- | --------------------------------------- | ------------- | --- | -------- | ------------------------------------------------ |
| 1   | 8 October 2020   | Toshe Proeski Arena, Szkopje, Macedónia | Koszovó       | 2–1 | 2–1      | 2020-as labdarúgó-Európa-bajnokság pótselejtezők |
| 2   | 5 September 2021 | Laugardalsvöllur, Reykjavík, Izland     | Izland        | 1–0 | 2–2      | 2022-es labdarúgó-világbajnokság-selejtező       |
| 3   | 8 October 2021   | Rheinpark Stadion, Vaduz, Liechtenstein | Liechtenstein | 1–0 | 4–0      | 2022-es labdarúgó-világbajnokság-selejtező       |

## Sikerei, díjai
- Rabotnicski
  - Macedón bajnok: 2013–14
  - Macedón kupa: 2013–14, 2014–15

- Vardar
  - Macedón bajnok: 2015–16, 2016–17

- HNK Rijeka
  - Horvát kupa: 2018–19, 2019–20